# Glenroy Bros., (no. 2)
Glenroy Bros., (no. 2) er en amerikansk stumfilm fra 1894 af William K.L. Dickson.